# Dolenje (gmina Ajdovščina)
Dolenje – wieś w Słowenii w gminie Ajdovščina. We wsi znajduje się kościół św. Małgorzaty, należący do Parafii Planina i Diecezji Koper.